# Great Neck Gardens
Great Neck Garden es un lugar designado por el censo (o aldea) ubicado en el condado de Nassau en el estado estadounidense de Nueva York. En el año 2000 tenía una población de 1,089 habitantes y una densidad poblacional de 2,497.2 personas por km². Great Neck Garden se encuentra dentro del pueblo de North Hempstead.
El nombre de la aldea rara vez se usa en parte debido a que el área nunca se incorporó.

## Historia
Como el resto de la península de Great Neck, esta zona se conocía históricamente como Madnan's Neck.
La familia Allen fue una de las primeras familias europeas en establecerse en el área de Great Neck. Poseían grandes porciones de propiedad (incluidas granjas) que ahora se encuentran dentro de los actuales Great Neck Gardens.

## Geografía
Great Neck Garden se encuentra ubicada en las coordenadas 40°47′52″N 73°43′19″O / 40.79778, -73.72194. Según la Oficina del Censo, la ciudad tiene un área total de 0,4 km² (0,2 mi²), de la cual 0,4 km² (0,2 mi²) es tierra y 0 km² (0 mi²) (0.0%) es agua.

## Demografía
Según la Oficina del Censo en 2000 los ingresos medios por hogar en la localidad eran de $124,175, y los ingresos medios por familia eran $142,915. Los hombres tenían unos ingresos medios de $94,401 frente a los $56,071 para las mujeres. La renta per cápita para la localidad era de $49,317. Alrededor del 0% de la población estaban por debajo del umbral de pobreza.